# علف‌های هرزه
علف‌های هرزه کتابی از عین اله بهبودی است که در سال ۱۳۴۰ منتشر و برندهٔ جایزه کتاب سال سلطنتی شد.